# Ebenezer Ofori
Ebenezer Ofori (ur. 1 lipca 1995 w Kumasi) – ghański piłkarz występujący na pozycji pomocnika w New York City FC, do którego jest wypożyczony z VfB Stuttgart. Z reprezentacją Ghany U-20 został wicemistrzem Afryki 2013. Zagrał również w mistrzostwach świata U-20, w których Ghańczycy zdobyli brązowe medale. 4 stycznia 2017 Awraham Grant powołał go do kadry pierwszej reprezentacji na Puchar Narodów Afryki 2017.